# Oxford Internet Institute

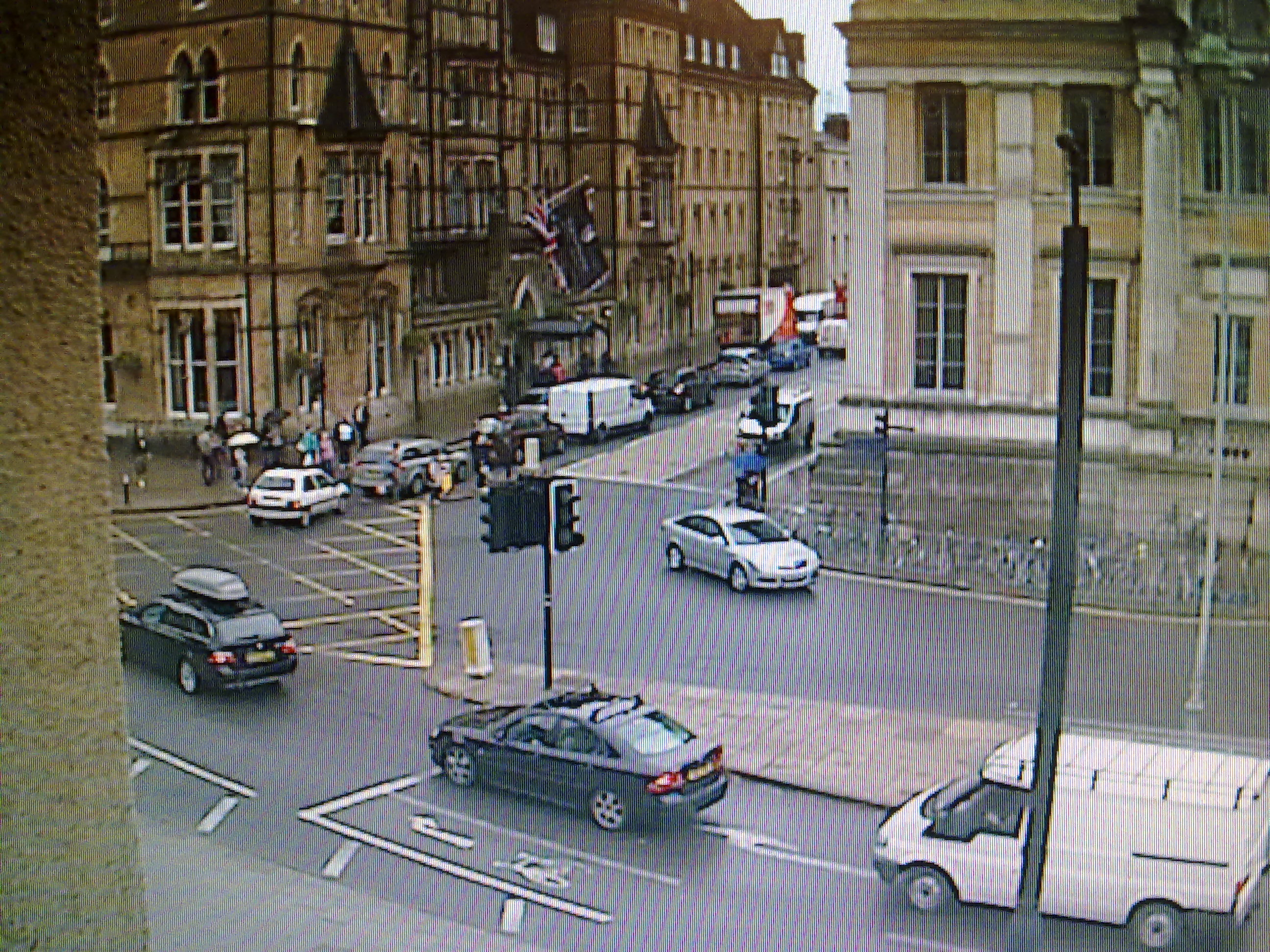
Oxford Internet Institute (vue de St Giles Street et Beaumount Street).

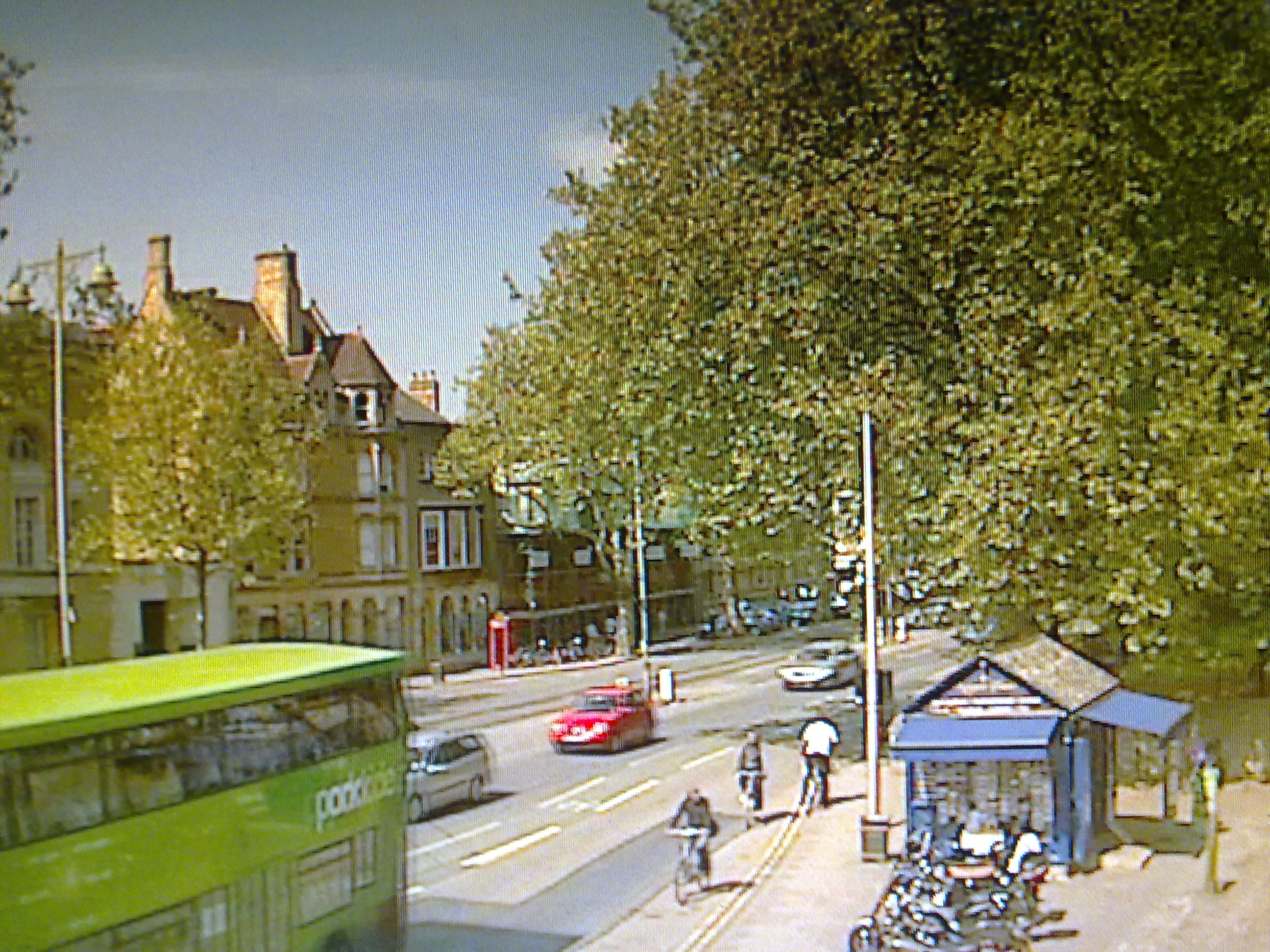
Oxford Internet Institute (vue vers le nord de St Giles Street)

L'Oxford Internet Institute (OII) est un institut multidisciplinaire fondé en 2001 et basé à l'Université d'Oxford, en Angleterre. Il est consacré à l'étude des implications sociétales d'Internet dans le but d'en établir des recherches, des politiques et des pratiques pour le Royaume-Uni, l'Europe et ailleurs dans le monde. L'institut est le principal membre britannique du World Internet Project.
Fondé par Derek Wyatt (en) et Andrew Graham (en), l'institut bénéficie d'un budget initial de 10 millions de livres sterling (£) fournies par la Shirley Foundation (en) et de 5 millions de livres de fonds publics provenant du Higher Education Funding Council for England (en). Le premier directeur de l'institut est le professeur William Dutton (en), succédé le 1er octobre 2011 par la professeure Helen Margetts.
Depuis 2006, l'OII offre le programme de doctorat Information, Communication, and the Social Sciences. À partir d'octobre 2009, il offre le programme de cycle supérieur d'un an The Social Science of the Internet.
Le OII est situé à l'extrémité sud de la rue St Giles' (en), près du Martyrs' Memorial (en).

## Cartographier les articles de Wikipédia
En novembre 2011, un blogue du Guardian publie des graphiques, réalisés par Mark Graham de l'OII, cartographiant les articles géolocalisés provenant des Wikipédias de six langues différentes (anglais, arabe, égyptien, français, hébreu et persan).